# 町田市立つくし野中学校
町田市立つくし野中学校（まちだしりつ つくしのちゅうがっこう）は、東京都町田市南つくし野二丁目にある公立中学校。略称は「つく中」。
2018年5月現在、学級数は22学級（一般20学級、I組2学級）、生徒数は4名（一般学級740名、I組15名）で、
町田市内で4番目に生徒数の多いマンモス校である。

## 沿革
- 1974年（昭和49年）10月21日 - つくし野中学校校舎建設工事着工
- 1975年（昭和50年）
  - 7月1日 - 市条例によりつくし野中学校設立
  - 9月1日 - つくし野中学校・南中学校より分離・開校
  - 9月30日 - この日をつくし野中学校開校記念日と定める
  - 10月6日 - 校歌制定
  - 10月6日 - 開校記念式挙行
- 1976年（昭和51年）4月7日 - 第1回入学式挙行
- 1977年（昭和52年）
  - 3月19日 - 第1回卒業式挙行
  - 4月1日 - 特別支援学級設置
- 1991年（平成3年）10月8日 - COT(Clean of Tsukushino)活動始まる
- 1993年（平成5年）1月25日 - ニュージーランド国際交流始まる
- 1996年（平成8年）10月26日 - つくし野中学校フェスタ21開催

## 年間行事
新入生歓迎会
学級委員会らが中心となって組織される実行委員会・生徒会によって計画・実行される。主な内容は歓迎の言葉・部活動紹介・合唱・鉢植えのプレゼントなど。
体育祭
各学年学級数の6 - 8チーム（A組:赤 B組:白 C組:青 D組:黄 E組:緑 F組:紫 G組:橙 H組:水色）を作り、各学年で争う。競技は、100m、160m、800m、1200mの競技のほか、各学年の学年種目、学級対抗リレー、全員リレーがある。また、つくし野中の伝統として大縄競技大会がある。
生徒総会
年に一度、生徒全員が集まり、各委員会代表者が委員会の組織・活動内容・目標を発表し、それの是非について問う。昨年度は生徒会会則の改正についての信任投票も行われた。
合唱祭
各クラス毎、学年によって決められる課題曲・選曲委員によって決められる自由曲を歌う。実行準備は合唱祭実行委員会が行い、審査は音楽の教師や副担任、また各クラス毎に1人、審査員が出され順位をつける。しかし、発表されるのは各学年3位までである。賞は各学年金賞・銀賞・銅賞があるが、全校で1位のクラスには、グランプリが与えられる。そのほか、優秀指揮者賞や、イメージ画（曲のイメージを絵で表す）の賞もある。
クラスごとの合唱のほか、I組や有志合唱、選択音楽による合唱も行われる。
フェスタ
合唱祭の次の日に開催される行事。各部活動やPTA等が店を出し、食品販売やバザーを行う。ここで得た利益は、各部活動の活動費に回される。また、ステージでの演目や、部活動体験なども行われる。ステージでは、有志のバンドや演劇部、吹奏楽部、また個人的な集まりのダンスチームなどが出し物を行う。部活体験は、小学生などを中心に、体育館で各部活動が考えた練習に参加することが出来る。
もともとはフェスタとは別に文化祭があったが、授業時間確保のため廃止された。そのため、現在はフェスタは文化祭的要素も含んだことも行われている。
職場体験（2年生）
遠足（I組）
遠足（1年生）
入学して間も無く執り行われる1年生にとっては初めてとなる学校行事。ハイキングや潮干狩りが行われるが、年度により内容は異なる。
移動教室（スキー）（1年生）
中学校に入って初めて行う宿泊行事である。2泊3日。
鎌倉遠足（2年生）
修学旅行（3年生）
京都・奈良を中心に文化財を見学する。2泊3日。
三年生を送る会
卒業式の直前に行う会。1年生は学級委員以外卒業式に参加できないため、実質別れの会である。内容は感謝の言葉・合唱・3年間のビデオの上映などである。

## 委員会活動
任期は半年（選挙管理委員会は1年）である。中央委員以外は各クラス男女1名ずつ。
中央委員会
各クラス1名の中央委員と、各委員会の代表者によって構成される。議事進行は生徒会が行う。主な仕事内容は各委員会の活動内容の発表、生徒会からの監査報告などである。
学級委員会
学級委員会のみは学年別に行う。よって、委員長は学年に1人ずつ存在する。主な仕事内容は各学年の統率。また、学校行事の際は実行委員として準備・実行を行う。
生活委員会
主な仕事内容は、校章・クラス章の着用の呼びかけ、服装のチェックなど。
保健委員会
環境班・広報班・放送班・ポスター班に分かれて仕事を行う。
放送委員会
つくし野中は昼食時に放送が行われ、その際のアナウンスや選曲を行う。リクエスト曲とクラシックの曲は曜日別に決められている。また、アナウンスは先生からの連絡などが主で、部活などのミーティングの連絡や、委員会の集合場所の変更などは、全てここで行われる。
体育委員会
体育祭や球技大会などでの仕事の他、昼休みのボール貸し出しがある。
図書委員会
休み時間に図書室で受付の仕事をしたり、本の整理などを行う。
美化委員会
主に学校の美化にあたる。他の仕事に、月に1、2度行われる美化点検や、毎週金曜日のクリーナー清掃などがある。美化点検は、各クラスの掃除の出来映えを点数化するもので、優秀な成績を収めたクラスには、賞状が贈られる。
選挙管理委員会
年に一度行われる生徒会の選挙の一部を取仕切る。

## 部活動

### 運動部
- 陸上競技部
- テニス部（男・女）
- バドミントン部
- サッカー部
- 卓球部
- バスケットボール部（男・女）
- バレーボール部（男・女）
- 野球部
- 剣道部

### 文化部
- 演劇部
- 吹奏楽部
- 美術部
- 技術部
- パソコン部

### その他
次の部は大会出場のみの活動となる。
- 新体操部
- 水泳部

## I組
つくし野中学校の特別支援学級で、主に知的障害児を受け入れている。

## 標準服
つくし野中学校の制服は着用義務があるが、細かい形の指定などがないため、標準服とよばれる。
男子は紺のブレザー、白の角襟Yシャツ、紺のスラックス。ブレザーのバックスタイルはひだが入っているため腕が動かしやすくなっている。ネクタイはない。
女子は紺のブレザー、白の角襟ブラウス、紺のプリーツスカート。スカートは20本ひだで無地。サスペンダーが付いている。男子と違い、ブレザーのバックスタイルは普通。こちらも胸の刺繍（Tの花文字）があり、ネクタイなどはない。以前は紐タイプのリボンがついていたが、首をしめてしまい危険ということがあり、廃止になった。女子の夏服は自由購入のベストがある。

## 進路
学区撤廃以後、東急田園都市線を利用して23区内の高校へ進学する生徒が急増している。難関高校への進学者も多く出しており、2008年は日比谷高校の合格者が6名と都内トップの数字となった。

## 著名な出身者
- 石井貴士 - 1989年卒、信越放送アナウンサー、作家、心理カウンセラー
- 大郷剛 - 1993年卒、芸能プロモーター、イベントプロデューサー、音楽プロデューサー
- 太田宏介 - 2003年卒、プロサッカー選手
- 下田恒幸 - 1982年卒、フリーアナウンサー

## 近隣の学校
主な出身小学校
町田市立つくし野小学校
町田市立小川小学校
主な近隣中学校
町田市立南中学校
町田市立南成瀬中学校
森村学園中等部